# Louis Bès
 (avril 2025).

a Compétitions nationales et continentales officielles uniquement.

Louis Bès, né le 7 juin 1905 à Espezel (Aude) et mort le 11 août 1993 à Lézignan-Corbières (Aude), est un joueur français de rugby à XV évoluant au poste de demi d'ouverture dans les années 1920 et 1930.
Sous la houlette de l'entraîneur Jean Sébédio, ancien international français, il dispute la finale du Championnat de France en 1929 perdue contre l'US Quillan aux côtés de Roger Llari, André Clady, Maurice Porra et Léopold Fabre, puis voit son club suspendu une année à la suite de cette finale par la Fédération française de rugby. Il rejoint par la suite le Stade toulousain et remporte le Tournoi U.F.R.A. en 1931 et 1932 avec son frère cadet Sylvain Bès, est également joueur de rugby à XV et à XIII, qui quant à lui a pris part aux succès du Stade toulousain et du Toulouse olympique XIII.

## Biographie
Louis Bès naît le 7 juin 1905 à Espezel dans le département français de l'Aude,.
Lors de la saison 1928-1929, titulaire au poste de demi d'ouverture, il est finaliste du Championnat de France avec le FC Lézignan mais son club s'incline 11 à 8 contre l'US Quillan.
Il meurt le 11 août 1993 dans le même département à Lézignan-Corbières à l'âge de 88 ans,.

## Palmarès
- Collectif :
  - Vainqueur du Tournoi U.F.R.A. : 1931 et 1932 (Stade toulousain).
  - Finaliste du Championnat de France : 1929 (FC Lézignan).

### Détails en club
| Saison  | Saison           | Championnat                       | Championnat |
| Saison  | Saison           | Comp.                             | Class.      |
| ------- | ---------------- | --------------------------------- | ----------- |
| 1926-27 | FC Lézignan      | Championnat de France             | Poule de 4  |
| 1927-28 | FC Lézignan      | Championnat de France             | Poule de 5  |
| 1928-29 | FC Lézignan      | Championnat de France             | Finaliste   |
| 1929-30 | FC Lézignan      | Championnat de France             | Poule de 3  |
| 1930-31 | Stade toulousain | Tournoi des douze                 | Champion    |
| 1931-32 | Stade toulousain | Tournoi des quatorze              | Champion    |
| 1932-33 | Stade toulousain | Championnat de France             | Poule de 9  |
| 1933-34 | Retrait sportif  |                                   |             |
| 1934-35 | Avenir valencien | Championnat de France de 2e série |             |
| 1935-36 | Avenir valencien | Championnat de France de 2e série |             |
| 1936-37 | FC Lézignan      | Championnat de France             | 1/8 finale  |